# 칠성중학교 (경남)
칠성중학교(漆城中學校)는 대한민국 경상남도 함안군 칠서면 용성리에 있는 사립 중학교이다.

## 학교 연혁
- 1951년 8월 30일 : 향촌 윤효량 박사가 『무지ㆍ빈곤ㆍ 질병의 타파』 라는 건학이념으로 명덕육영회 설립인가, 칠원중학교 설립
- 1952년 5월 3일 : 칠원중학교 칠북분교로 개교(3학급)
- 1959년 4월 30일 : 칠성중학교로 학칙 변경
- 1992년 3월 1일 : 제4대 윤정숙 이사장 취임
- 2016년 3월 1일 : 두드림 학교 운영
- 2019년 3월 1일 : 공간혁신학교 지정, 민주학교, 자율학교 지정
- 2020년 1월 21일 : 소규모 옥외체육시설(아레나) 준공
- 2021년 3월 1일 : 환경특구 사업학교, 행복맞이학교, 농어촌특색교육 운영
- 2022년 9월 1일 : 지능형 과학실 구축
- 2023년 2월 19일 : 제71회 졸업(21명, 총 3,963명)
- 2023년 3월 1일 : 제20대 권희주 교장 취임

## 참고 자료
- 칠성중학교 - 한국교육학술정보원 학교알리미